# ناحیه سارواش
ناحیهٔ سارواش (به مجاری: Szarvas District) یک ناحیه در مجارستان است که در بکش واقع شده‌است. ناحیهٔ سارواش ۴۸۵٫۰۶ کیلومتر مربع مساحت و ۲۸٬۷۷۹ نفر جمعیت دارد.